# Ifigenia in Delfi
Ifigenia in Delfi (Iphigenie in Delphis) è una tragedia di Gerhart Hauptmann, pubblicata nel 1941. Fa parte di una tetralogia dell'autore, Atriden Tetralogie, che lega diversi autori dell'antichità e il lavoro analogo di Goethe.
Le opere della tetralogia sono scritte a cavallo della seconda guerra mondiale e sono scritte dal 1939 al 1948. Oltre a questa, che è del 1941, Iphigenie in Aulis è del 1944, mentre Agamemnons Tod ed Elektra sono del 1948.